# چاه کلک پایین
چاه کلک پایین یک روستا در ایران است که در دهستان خوسف شهرستان خوسف واقع شده‌است.